# Día Internacional de la Bisexualidad
El Día Internacional de la Bisexualidad (también llamado Día del Orgullo Bisexual y Día de la Visibilidad Bisexual) se celebra anualmente el 23 de septiembre por miembros de la comunidad bisexual y en general por el colectivo LGBT.
Este día es una llamada a la reivindicación por parte de todas las personas para reconocer y celebrar la bisexualidad, la historia bisexual, la comunidad y la cultura bisexual y a las personas bisexuales en su vidas.

## Historia
Fue celebrado por primera vez en 1999 cuando tres activistas por los derechos bisexuales de Estados Unidos —Wendy Curry de Maine, Michael Page de Florida, y Gigi Raven Wilbur de Texas— lo empezaron. Este último dijo:

Después de la rebelión de Stonewall, la comunidad gay y lesbiana ha crecido en fuerza y visibilidad. La comunidad bisexual también creció en fuerza, pero en muchos aspectos estamos todavía invisibles. También he estado condicionado por la sociedad para tachar automáticamente una pareja caminando de la mano como heterosexual o gay, dependiendo del género percibido de cada persona.[cita requerida]

Esta celebración de la bisexualidad, en particular, a diferencia de los eventos LGBT en general, fue concebida como una respuesta a los prejuicios y la marginación de las personas bisexuales por algunas comunidades heterosexuales o incluso la propia LGBT.[cita requerida]
En su primer año, se llevó a cabo una celebración en la Asociación Internacional de Gays y Lesbianas, que tuvo lugar durante la semana del 23. Si bien en un principio la fiesta tenía fuerte presencia bisexual, ahora son más los testigos de estos eventos con debates, cenas y bailes en Toronto y una gran mascarada en Queensland, Australia. En la Universidad de Texas hay una semana de debates y mesas redondas presentadas donde se formulan preguntas y respuestas. También se ha celebrado en Alemania, Japón, Nueva Zelanda, Suecia y el Reino Unido.